# Bernhard Becker (Schriftsteller)
Ernst Heinrich Bernhard Becker (* 23. Mai 1826 in Aue, Herzogtum Sachsen-Meiningen; † 15. Januar 1882 in Lützen) war ein Gründer und später Vorsitzender des Allgemeinen Deutschen Arbeitervereins (ADAV) sowie Schriftsteller.

## Leben

### Jugend
Bernhard Becker wurde als viertes Kind des Bauern J. Jacob Becker († 7. April 1849) und dessen Ehefrau Susanne Christiane, geb. Harnisch († 9. April 1868) in Aue geboren. Fünf Tage später wurde er in der „Kirche zu Aue“ getauft. Seine Schwestern waren Johanne Christiane Wilhelmine (* 31. März 1817), seit 1836 verheiratet mit Christian August Sachse; Johanne Rosemunde Amalie (* 30. Januar 1819), seit 1843 verheiratet mit Johann Ernst Wilhelm Friedrich Grimme († 1871) und Juliane Friederike Bertha (* 1822), seit 1843 verheiratet mit Friedrich Adolph Sack. Becker selbst blieb ledig.
Becker war von „mittlerer Statur“, hatte „rötliche Haare“ und eine freie „Stirn“. Er schrieb sich am 29. Oktober 1846 für Kameralwissenschaften an der Universität Leipzig ein, weil er kein Abiturzeugnis vorweisen konnte nur für ein Jahr. Die Universität vermerkte „sine test mat in unum ann.“ Am 15. September 1847 ließ er sich ein Abgangszeugnis ausstellen. Daraus geht hervor, dass er u. a. in „Geschichte der Philosophie“, „Logik“ und „Physiologie“ Vorlesungen belegt hatte.
Danach oder auch vorher war er kurze Zeit Verwaltungsangestellter und dann Mitarbeiter am Meyerschen Konversationslexikon in Hildburghausen. Weil er als Sekundant an einem Duell teilgenommen hatte, erhielt er in Hildburghausen eine Strafe von 14 Tagen Haft.
1849 nahm Becker an der Badischen Revolution und an der Reichsverfassungskampagne unter Johann Philipp Becker in der Pfalz an den Gefechten bei Durlach und Rastatt teil. Im Frühjahr 1850 bot er der „Bremer Tageschronik“ an für sie zu schreiben. Er war zu dieser Zeit schon polizeilich bekannt. Im Herbst 1851 versuchte er sich erneut an der Leipziger Universität für das Fach Chemie (?) zu immatrikulieren. Polizeilich bekannt war, dass Bernhard Becker auch der Verfasser folgender anonymer Schriften war: „Die Organisation der Demokratie“, „Revolution oder Resignantion“ sowie „Hat das Volk das Recht zur Revolution?“
Am 24. August 1851 wurde er aus Sachsen ausgewiesen. 1852 war Becker als Buchhalter und Redakteur bei den „Blättern der Zeit“ in Braunschweig angestellt. Am 12. Juni 1842 sollte eine Haussuchung wegen „hochrother Schriften, Vorbereitung zum Hochverrat und Herabsetzung der Religion“ bei ihm durchgeführt werden. Am 19. Juni 1852 erging ein Haftbefehl gegen ihn: „Becker, Ernst Heinr. Bernh. a. Aue ist wegen Vorbereitung des Hochverraths u. öffentlicher Herabsetzung der Religion in Untersuchung zu ziehen u. hieher abzuliefern.“ Becker floh über die Niederlande nach Brüssel. Von dort im Juli 1852 ausgewiesen emigrierte er nach London. Hier arbeitete er als Sprachlehrer und Journalist. Er schrieb für die deutsche Zeitung „Hermann“ (gegründet von Gottfried Kinkel), die Zeitung „Das Volk“ (1860) und für die „Neue Zeit“, London. Becker wurde Mitglied des Arbeiterbildungsvereins in London, lernte hier auch Karl Marx kennen.
Im Mai 1862 kehrte er nach Deutschland zurück. Erst nach Hamburg, wo er Karl von Bruhn kennenlernte. Dann ging er, weil sein Steckbrief von 1852 noch galt, nach Meiningen zurück, stellte sich am 19. Juli 1862 und wurde am 6. September 1862 wegen Vorbereitung zu „hochverrätherischen Handlungen“ zu einem Jahr Haft verurteilt. Er saß drei Monate ab, wurde begnadigt und ging dann nach Frankfurt am Main.

### Zwischen ADAV und Sozialdemokratie
Becker war einer der Gründungsmitglieder des Allgemeinen Deutschen Arbeitervereins (ADAV) am 23. Mai 1863 in Leipzig. Ferdinand Lassalle ernannte ihn und Johann Baptist von Schweitzer am 27. Juli 1864 zu Vorstandsmitgliedern des Vereins. Testamentarisch hatte Lassalle Becker als seinem Nachfolger als Vereinsvorsitzender empfohlen. Nach dem Tod von Lassalle am 31. August 1864 wählten die Gemeinden des ADAV am 1. November 1864 Becker zum Präsidenten des ADAV. Vorher hatten Schweitzer und Becker vergeblich Marx aufgefordert Präsident des ADAV zu werden. Für August Bebel war es unbegreiflich: Lassalle habe in dem Schriftsteller Bernhard Becker als seinen Nachfolger im Präsidium des Vereins einen Mann empfohlen, der in keiner Richtung seiner Aufgabe gewachsen war. Am 15. Dezember 1864 erscheint die erste Nummer der Zeitung Der Social-Demokrat. Als Mitarbeiter werden neben Schweitzer und Becker auch Marx, Friedrich Engels, Johann Philipp Becker, Georg Herwegh, Moses Heß und Andere genannt. Auf der Düsseldorfer Generalversammlung des ADAV vom 27. bis 30. Dezember 1864 verlangt der Solinger Carl Klings eine Abkehr von Lassalles Doktrinen, wird aber von der Mehrheit abgewiesen. Im Juli 1865 treten Arbeiter in Versammlungen gegen das Verbot eines Festes der Fortschrittspartei auf, weil damit das Recht auf Versammlungsfreiheit beschnitten wurde. Becker und Schweitzer unterstützten diese Forderung der Arbeiter am 30. Juli 1865 auf einer Versammlung in der „Alhambra“ in Berlin. Vor der Generalversammlung des ADAV in Frankfurt am Main (30. November bis 1. Dezember 1865) legt Bernhard Becker sein Amt als Vereinspräsident nieder und übergibt Friedrich Wilhelm Fritzsche die Leitung des ADAV. Becker hatte keinerlei Einfluss mehr auf die ADAV Mitglieder wie die Broschüre von Sophie von Hatzfeldt, die sie unter dem Namen „Carl Schilling“ veröffentlicht hatte, zeigt.
Bernhard Becker arbeitete in Wien und Paris als Schriftsteller. 1870 nach Ausbruch des Krieges musste er Frankreich verlassen und ging über London nach Dresden. Hier trat er 1871 der Sozialdemokratischen Arbeiterpartei bei und schrieb für die ‚Chemnitzer Freie Presse‘ und für den ‚Braunschweiger Volksfreund‘ von Wilhelm Bracke. Er nahm im September 1872 als Delegierter von Braunschweig und Chemnitz am Haager Kongress der Internationalen Arbeiterassoziation teil, wurde in die Rechnungsprüfungskommission gewählt und stimmte für die von Karl Marx und Friedrich Engels ausgearbeiteten Resolutionen. Becker war auch Delegierter der Sozialdemokratischen Kongresse 1872 in Mainz und 1874 in Coburg. 1874 wanderte er in die Schweiz aus.
Sein Buch: Geschichte der Revolutionären Pariser Kommune in den Jahren 1789 bis 1794 lobte Marx sehr.
Für das Buch: Geschichte und Theorie der Pariser revolutionären Kommune des Jahres 1871 hatte sich Becker zuerst einen Vorschuss von 300 Talern bei Wilhelm Bracke ausgebeten und erhalten. Dann aber wollte er 2500 Taler für sein unfertiges Manuskript. Bracke wollte und konnte unter diesen Bedingungen das Buch nicht drucken. Von Wilhelm Liebknecht versuchte er auch eine unbestimmte Summe zu erhalten. Das Buch stieß nach Veröffentlichung bei Engels auf Ablehnung. August Bebel schrieb in seiner Rezension: „ein Phamplet und eine Schandschrift gegen die Sozialisten und die Kommune.“ Reinhold Ruegg veröffentlichte in dem von Karl Höchberg unter Pseudonym herausgegebenen Richterschen „Jahrbuch“ eine weitere Kritik an dem Buch. Eduard Bernstein nannte es eine „Schmähschrift“.

### Letzte Jahre und Tod
Mitte Juli 1879 war Becker wieder in Berlin, wo er von der Polizei auf Schritt und Tritt überwacht wurde. Er hatte Mietschulden. Am 26. April 1880 wandte sich Becker an das preußische Innenministerium, um seine Schulden abtragen zu können und um einen Druckkostenvorschuss zu erhalten für eine Schrift über die Entstehung und Geschichte des Kommunismus. Becker war Korrespondent der Zeitung „Deutsches Tageblatt“ 1880–1881. Außerdem schrieb er bis Dezember 1881 an einer erweiterten Neuauflage seines Buches Enthüllungen über das tragische Lebensende Ferdinand Lassalle's. Diese neue Bearbeitung erschien aber erst 1892.
Am 16. Januar meldete sein Schwager Friedrich Adolph Sacke auf dem Standesamt in Lützen, dass Becker in „der Behausung des Gastwirts Brand am 15. Januar vormittags verstorben sei“. Erst 18 Tage später verlautet in der Zeitung „Lützener Volksbote“: „Gestorben: Der Literat E. H. B. Becker aus Aue, 55 J. 7 M., 22. T. alt (erschossen)“. Wiederum neun Jahre später, im Oktober 1891, melden verschiedene Zeitungen, so die „Berliner Volkszeitung“, der „Vorwärts“ und das „Volksblatt“, Zeitz sein tragisches Ende. Das „Volksblatt“ schreibt: „Bernhard Becker ist schon länger tot (…) Er hat sich Mitte Januar 1882, also über neun Jahre, in der Nähe von Lützen erschossen“.

## Zitate
„Dem Allgemeinen deutschen Arbeiterverein empfehle ich, zu meinem Nachfolger den Frankfurter Bevollmächtigen Bernhard Becker zu wählen. Er soll an der Organisation festhalten! Sie wird den Arbeiterstand zum Sieg führen.“

„B. Becker oder M. Heß? Ich kenne beide; beide sind alte Mitglieder der Bewegung. Beide sind ehrlich. Keiner derselben ist fähig, eine bedeutende Bewegung zu lenken. Becker ist eigentlich ein schwacher Mensch, J. Heß ein konfuser Kopf. Es ist daher schwer zwischen beiden zu entscheiden. Auch denke ich, es ist ziemlich gleichgültig, wen sie wählen (…).“

„Schweitzer, der wesentlich mit mir übereinstimmt, wird von Becker mit Vorwürfen überhäuft, weil er das Wort Sozialdemokratie an die Stelle des ‚Lassalleanismus‘ geschoben hat.“

„Becker hat vorläufig recht. Er ist ein gespreizter Gecke, bildet sich ein, ‚Parteichef‘ zu sein, aber hat wenigstens der Regierung gegenüber den richtigen revolutionären Standpunkt eingenommen. Er braucht uns, wir nicht ihn.“

„Es giebt Handlungen, in Bezug auf die das de mortuis nil nisi bene nicht gilt. Wo der Name Bernhard Becker auftaucht, da ist auch daran zu erinnern, in wie schmählicher Weise sich der Träger dieses Namens der sozialdemokratischen Partei gegenüber benommen hat, als diese, der er vorher selbst angehörte, am härtesten unter den Schlägen des Sozialistengesetzes zu leiden hatte.“

„Die persönliche Diktatur Lassalles war in Bernhard Beckers Händen zu einem Zerrbilde entartet. (…) Sein einziges Verdienst um den Verein blieb die Agitationsreise, die er im Januar 1865 in den schlesischen Weberbezirken unternommen hatte.“

„Aber selbst diese bescheidenen Erwartungen Lassalles rechtfertigte Bernhard Becker nicht; ihm fehlte es an Hingabe und Ernst nicht minder als an Talent. Die verantwortungsreiche Mission, die ihm unerwartet zugefallen war, erzeugte in ihm nur einen abgeschmackten Größenwahn, und in dem nun anhebenden Kampfe der Diadochen um die Herrschaft des vorerst noch imaginären Weltreichs war wohl niemandem die kleinliche Intrigue in einem solchen Maße Selbstzweck wie ihm.“

## Werke
- anonym: Hat das Volk das Recht zur Revolution? Für das Volk bearbeitet von einem Freunde des Rechts. Gedruckt und im Verlag des Intelligenz-Comptoirs,[34] New York 1851 Online
- Lassalle und seine Verkleinerer. Selbstverlag, Frankfurt am Main 1863 Online
- Die deutsche Bewegung von 1848 und die gegenwärtige in vier Theilen bearbeitet. Schlingmann, Berlin 1864 Online
- Der große Arbeiter-Agitator Ferdinand Lassalle. Denkschrift für die Todtenfeier des Jahres 1865. Selbstverlag, 1865
- Kennzeichnung der bei den Parlamentswahlen zum Vorschein gekommenen und im Parlament vertretenen Parteien. Priber, Leipzig 1867
- Der Mißbrauch der Nationalitäten-Lehre. Wien 1867 (3. Aufl. Wilhelm Bracke jun., Braunschweig 1873) Online
- Enthüllungen über das tragische Lebensende Ferdinand Lassalle’s auf Grund authentischer Belege dargestellt. Hübscher, Schleiz 1868 (2. Aufl. 1868) Online
- Die Reaktion in Deutschland gegen die Revolution von 1848, beleuchtet in sozialer, nationaler und staatlicher Beziehung. Pilcher, Wien 1869 Online
- National-ökonomische Raketen. Hübscher, Schleiz 1871 Online
- Briefe deutscher Bettelpatrioten an Louis Bonaparte. Eine gründliche Bearbeitung der sämmtlichen, im Buche ‚L'Allemagne aux Tuileries‘, französischerseits veröffentlichten Dokumente. Wilhelm Bracke jr., Braunschweig 1873
- Geschichte der Arbeiter-Agitation Ferdinand Lasalle's. Nach authentischen Aktenstücken. Wilhelm Bracke jr., Braunschweig 1874 (Nachdruck mit einer Einl. zum Nachdruck von Toni Offermann, Berlin/Bonn 1978)
- Karl Fourier. Nebst einem Anhang: ‚Der Social-Palast oder das Familistere in Guise‘. Mit dem Portrait Fourier's und einer Abbildung seines Phalanstere. Wilhelm Bracke jr., Braunschweig 1874
- Bruno Emil König: Schwarze Kabinette. Mit Anlagen. Geschichte der Thurn und Taxis'schen Postanstalt und des österreichischen Postwesens, und Ueber die gerichtliche Beschlagnahme von Postsendungen in Preußen-Deutschland. Nebst einem Nachwort mit einer geschichtlichen Rundschau von Bernhard Becker. Wilhelm Bracke jr., Braunschweig 1875
- Der alte und der neue Jesuitismus oder die Jesuiten und die Freimaurer. Eine Klostergefängnis-Arbeit. 4., verb. Ausg. Wilhelm Bracke jr., Braunschweig 1875
- Geschichte der revolutionären Pariser Kommune in den Jahren 1789 bis 1794. Bracke jr., Braunschweig 1875
- Geschichte und Theorie der Pariser revolutionären Kommune des Jahres 1871. Otto Wigand, Leipzig 1879 (Reprint: Auvermann, Glashütten im Taunus 1972)
- Enthüllungen über das tragische Lebensende Ferdinand Lassalle's und seine Beziehungen zu Helene von Dönniges. Neue Bearbeitung. Wörlein & Comp., Nürnberg 1892[35]

### Zeitungsartikel (Auswahl)
- (Bernhard Becker): Botschaft des Präsidenten. In: Der Social-Demokrat. Berlin Nr. 3. Probenummer vom 30. Dezember 1864
- Das Präsiduum des Allgemeinen Deutschen Arbeitervereins (…). In: Der Social-Demokrat. Berlin Nr. 16 vom 1. Februar 1865
- Rede des Vereins-Präsidenten (…), gehalten in der Versammlung der Hamburger Mitglieder des Allgemeinen Deutschen Arbeiter-Vereins am 22. März 1865. In: Der Social-Demokrat. Berlin Nr. 39 vom 26. März 1865 Beilage

### Archivalien
- Acta Becker. Acta betr. den Literaten Ernst Heinrich Bernhard Becker aus Aue in Sachsen 1851/1852–1891. (Brandenburgisches Landeshauptarchiv Potsdam, Ehemaliges Staatsarchiv, Pr. Br. Rep. 30, Berlin C, Tit. 94, Lit. B. Nr. 8884)
- IISG Amsterdam: Allgemeiner Deutscher Arbeiterverein / Hatzfeldt Archives, Collection ID ARCH00193
- IISG Amsterdam: Allgemeiner Deutscher Arbeiterverein / Lassalle Archives, Collection ID ARCH00194
- IISG Amsterdam: Wilhelm Wolff Nachlass, Collection ID ARCH01654
- IISG Amsterdam: Marx-Engels Nachlass, Collection ID ARCH00860

### Prosa
- J. F. Wartenberg: Weiße Sklaven, oder ein Opfer der Kirche. Social-politischer Roman aus der Gegenwart. 3 Bde., Freitag, Berlin 1869[36]